# Otto Keller (Schriftsteller)

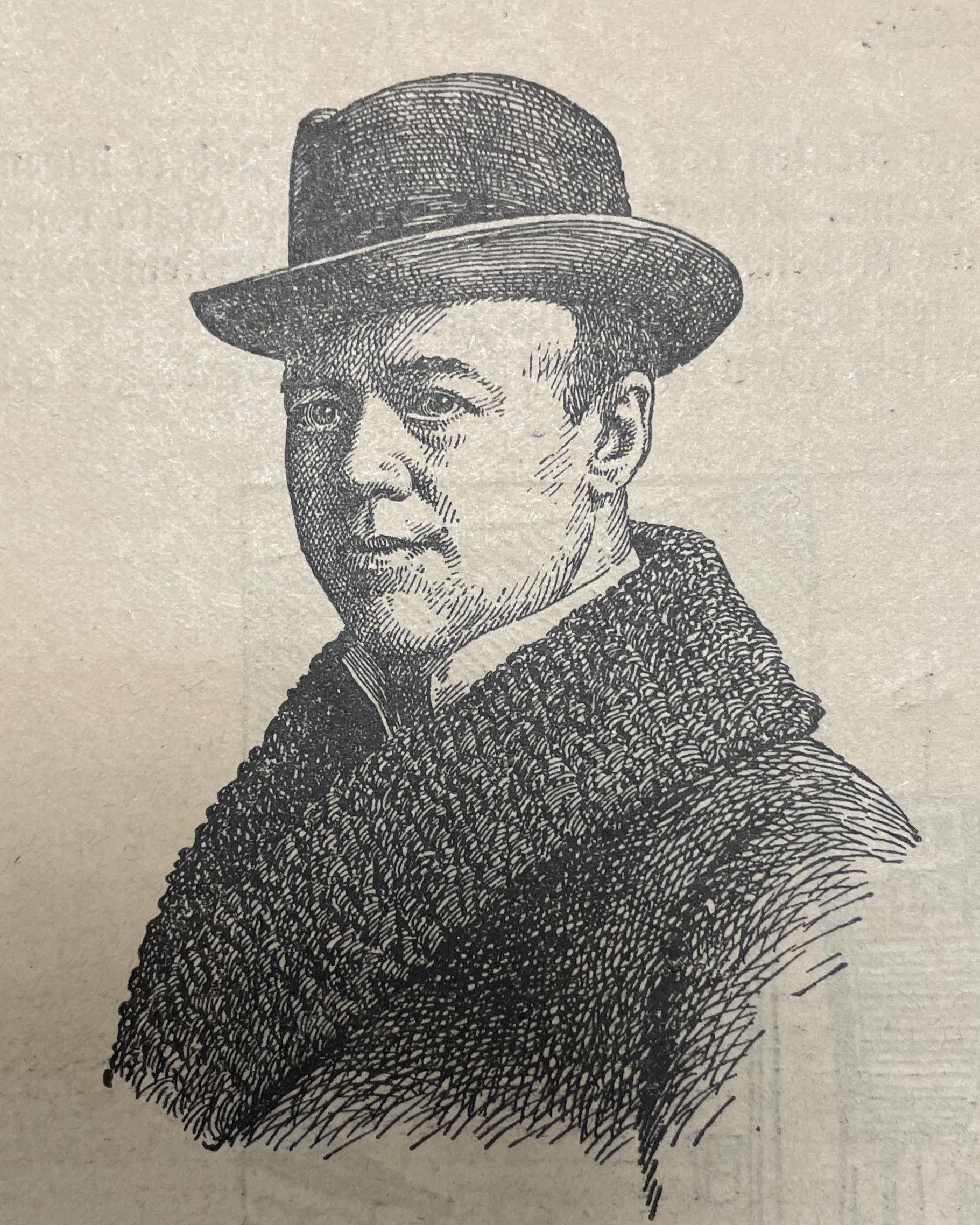
Otto Keller

Otto Keller (* 2. September 1875 in Stuttgart; † 26. März 1931 ebenda) war ein mundartlicher schwäbischer Schriftsteller und Komponist.

## Leben
Otto Keller wurde am 2. September 1875 in Stuttgart als Sohn der Eheleute Gustav Keller und Pauline geborene Schrempf geboren. Sein Vater starb als Otto gerade mal sechs Jahre alt war. Zusammen mit seinem älteren Bruder Eugen besuchte er die Friedrich-Eugen-Realschule (heute: Friedrich-Eugens-Gymnasium) in seiner Heimatstadt. Schon als Schüler fiel er durch seine Gedichte, mit denen er einige seiner Lehrer karikierte, und durch seine große Musikalität auf.
Nach Erreichen der Mittleren Reife absolvierte Keller eine Ausbildung zum Kaufmann. 1894 beendete er sein Studium an der Technischen Hochschule Stuttgart mit dem ersten Staatsexamen. Eine Anstellung fand er dann in Heilbronn als Straßen- und Wasserbauingenieur.
1898 musste Otto Keller den Tod seiner Mutter verschmerzen. Im gleichen Jahr veröffentlichte er mit seinem Bruder Eugen zum ersten Mal einige Gedichte in verschiedenen Zeitungen und Zeitschriften. Im Alter von 30 Jahren heiratete er in Zürich, wo er inzwischen wohnte, die nur wenige Tage jüngere Elisa Esser. 1913 kehrte Otto Keller mit seiner Familie – inzwischen waren zwei Töchter geboren – nach Stuttgart zurück.
Bis 1916 hatte Keller bereits so viele Gedichte geschrieben, dass er sie zu veröffentlichen gedachte. Die Suche nach einem Verlag gestaltete sich jedoch schwierig. Nach langem Suchen fand er 1917 den E. G. Wegener-Verlag in Stuttgart, der das Risiko auf sich nahm. Zwar war dieser Verlag auf Schulbücher spezialisiert, jedoch kam Keller zugute, dass der Verlag während des Ersten Weltkrieges nichts Schulisches drucken durfte. „Schnitz ond Zwetschga“ nannte er sein erstes Büchlein, das kurz vor Weihnachten erschien.
Mit dem Verkaufserfolg, der sich daraufhin einstellte, hatte wohl niemand gerechnet. Bis 1930 hatte er es auf zehn Büchlein gebracht.
Neben dem Schreiben gehörte seine Liebe der Musik. Die Lust am Singen ließ ihn – auch später, als es ihm gesundheitlich nicht mehr gut ging – einfach nicht los. Er war in mehreren Gesangvereinen aktiv und vertonte für sie etliche seiner Gedichte. Zu seinem bekanntesten Lied, das auch heute noch viel gesungen wird, wurde „I, wenn i Geld gnuag hätt, o dees wär schee“, das auch von Willy Reichert liebend gerne gesungen wurde und heute zum Repertoire von Herrn Stumpfes Zieh & Zupf Kapelle, einer in Süddeutschland sehr bekannten Gruppe, gehört.
Ab 1922 hielt sich Keller – zunächst allein und von 1923 an mit seiner Familie – ein paar Jahre in den Vereinigten Staaten auf. Ausgewanderte Schwaben hatten Vortragsreisen mit Auftritten in vielen Großstädten organisiert. Bei seinen Lesungen wurde er frenetisch gefeiert.
1924 sollte ein Schicksalsjahr für Keller werden: Ein schwerer Autounfall veranlasste ihn, nach Deutschland zurückzukehren. Von nun an musste er bis an sein Lebensende mit stark angeschlagener Gesundheit leben.
Otto Keller starb – nur 55-jährig – am 26. März 1931. Er wurde auf dem Stuttgarter Pragfriedhof beigesetzt.

## Bedeutung
Kellers Bücher verzeichneten insbesondere zwischen den beiden Weltkriegen einen hohen Absatz und er errang Bekanntheit, obwohl seine Werke – Gedichte, Humoresken, Sprüche und Anekdoten – zum größten Teil im schwäbischen Dialekt verfasst sind. Rechnet man alle von seinen Werken erschienenen Auflagen zusammen, so steht er in der Hitparade der Autoren schwäbischer Mundart ganz oben.
Kellers handgeschriebene Manuskripte werden im Deutschen Literaturarchiv in Marbach aufbewahrt.
Der „Schwäbische Merkur“ meinte, Otto Keller treffe den Ton, der gerade in Stuttgart und drumherum den Leuten gefalle; er habe eine leichte und hurtige Art und immer noch etwas Urbanes.
Nach einem seiner Rezitationsabende, die er gerne und oft in seiner Heimatstadt gab, schrieb der Filder-Bote: Während schon im ersten Teil ein paar Lachsalven abgefeuert wurden, prasselte das befreiende Geschütz im heiteren Teil ohne Unterlass. Das lag nicht nur am „Kaffeekränzle“, nicht nur am „schweren Fall“, sondern an all den ausgezeichnet vorgetragenen prächtigen kleinen Kabinettstückchen, die mit dem „Dampfbad“ endeten.

## Werke
- 1917: Schnitz ond Zwetschga
- 1918: Sacha ond Sächla zom Lacha ond Lächla
- 1919: Aus meim Mauganeschtle
- 1920: Oineweg muschber
- 1921: Grillabatscher
- 1924: 's Weglaternle
- 1926: Heiligs Blechle
- 1928: Trutz net so
- 1929: Nemms wias kommt
- 1930: Unsere wahren Humoristen

## Lieferbare Ausgaben
(alle erschienen im Verlag Karl Knödler Reutlingen)
- Sacha ond Sächla (ISBN 3-87421-071-5)
- Schnitz ond Zwetschga (ISBN 3-87421-132-0)
- 's End vom Liedle, Unveröffentlichtes aus seinem Nachlass (ISBN 3-87421-118-5)